# Aeropuerto de Coto 47
El Aeropuerto de Coto 47 (IATA: OTR, OACI: MRCC) es un aeropuerto que sirve a Ciudad Neily, y se ubica en el poblado de Coto 47, del distrito de Corredor, en el cantón de Corredores, de la provincia de Puntarenas, en el sur de Costa Rica.
Está ubicado cerca de la frontera con Panamá. El aeropuerto es accesible desde localidades como Pavones, Ciudad Neily y Playa Zancudo. Un bus sale de Ciudad Neily diariamente, y también hay taxis disponibles para el transporte a otras locaciones.

## Vuelos programados
- Sansa (Golfito, San José [vía Golfito])

## Vuelos charter
- AeroCaribecr.com (San José)